# Морозково (присілок)
Моро́зково (рос. Морозково) — присілок у складі Сєровського міського округу Свердловської області.
Населення — 168 осіб (2010, 182 у 2002).
Національний склад населення станом на 2002 рік: росіяни — 99 %.